# Принципы ответственного инвестирования
Принципы ответственного инвестирования (англ. Principles for Responsible Investment, PRI) представляют собой комплекс добровольных принципов ответственного инвестирования, разработанных и принятых международными инвесторами с целью минимизации рисков долгосрочного инвестирования посредством включения социальных, экологических и управленческих факторов в инвестиционные стратегии.
Крупные институциональные инвесторы, при финансовой поддержке Программы Организации Объединенных Наций по окружающей среде (ЮНЕП), разработали шесть базовых принципов ответственного инвестирования и создали Ассоциацию ответственного инвестирования PRI, занимающуюся внедрением принципов устойчивого развития в повседневную деятельность компаний.
Поддерживая эти принципы, компании рассматривают экологические и социальные вопросы, а также вопросы корпоративного управления (Environmental, Social, Governance — ESG) в рамках процесса принятия инвестиционных решений с целью сближения повестки компании с ожиданиями общества.

## О PRI
В 2005 году Генеральный секретарь Организации Объединенных Наций Кофи Аннана пригласил 20 институциональных инвесторов из 12 стран мира присоединиться к специально созданной группе для совместной работе по разработке Принципов ответственного инвестирования (PRI).
Принципы были представлены в апреле 2006 года на Нью-Йоркской фондовой бирже.
В 2006 году к принципам ответственного инвестирования присоединились только 63 финансовых института, а в 2020 году их число достигло 3000.
Присоединение к принципам происходит путем подписания соответствующей декларации и является публичной демонстрацией приверженности включению экологических, социальных и управленческих факторов (ESG) в процесс принятия инвестиционных решений.
Подписавших можно найти по всему миру, хотя большая часть находится в Европе (54 %) и Северной Америке (22 %). Штаб-квартира PRI находится в Лондоне.
С 2006 по 2019 год активы под управлением компаний, принявших PRI, выросли с $6 трлн до $86 трлн, а в 2020 году эта цифра превысила $100 трлн.
PRI финансируется в основном за счет ежегодных членских взносов, выплачиваемых всеми подписавшими сторонами. Дополнительное финансирование поступает за счет грантов правительств, фондов и других международных организаций. Корпоративное спонсорство и неденежная поддержка требуются для отдельных мероприятий и проектов, таких как ежегодная конференция PRI in Person и крупные публикации или проекты. PRI не получает финансирования от Организации Объединенных Наций.
Инвестиционные и пенсионные фонды, управляющие активами, страховые компании и другие участники финансовых и инвестиционных рынков из 58 стран мира стали членами PRI. Такие крупные финансовые игроки, как Blackrock, Goldman Sachs и JPMorgan вступив в PRI начали внедрять принципы ответственного инвестирования в ежедневную практику принятия инвестиционных решений и управления активами.
Объединив вокруг себя ответственных инвесторов, PRI стала представлять их интересы в диалоге с различными регуляторами, правительствами и другими сторонами, содействуя продвижению принципов ответственного ведения бизнеса в мире, а для новых членов стала площадкой освоения ответственного инвестирования и усиления рыночных и конкурентных позиций.

## Шесть принципов ответственного инвестирования
1. Включать экологические, социальные аспекты и вопросы управления в процессы проведения инвестиционного анализа и принятия решений;
2. Включать экологические, социальные аспекты и вопросы управления в политику и практическую деятельность;
3. Требовать от получателей инвестиций надлежащего раскрытия информации об экологических, социальных проблемах и вопросах управления;
4. Содействовать принятию и осуществлению Принципов в рамках инвестиционного сектора;
5. Повышать эффективность осуществления Принципов;
6. Сообщать о деятельности и достигнутом прогрессе в плане осуществления Принципов[10].

## Результаты деятельности PRI
В преддверии своего десятилетнего юбилея, отмечавшегося в 2016 году, Ассоциация PRI заказала голландской консалтинговой компании Steward Redqueen проведение независимой оценки результатов своей деятельности. В отчете были сделаны выводы, что Принципы зарекомендовали себя в качестве компаса в стремлении к внедрению ответственных инвестиций и укреплению долгосрочного здоровья финансовой системы. PRI объединил большую часть инвестиционной индустрии вокруг цели включить вопросы ESG в инвестиционный анализ и в процесс принятия решений, а так же стал платформой ведущих инвесторов для обучения, взаимодействия и обмен передовым опытом.
Проведенный анализ результатов использования Принципов говорит о том, что наиболее успешна реализация Принципов № 1 и № 2. Реализация остальных Принципов была менее успешна.
Североамериканская компания Liberty Mutual Insurance, первая в США, подписала Принципы ответственного инвестирования ООН. Как сообщается, компания стремится в своей инвестиционной политике использовать принципы экологического, социального и корпоративного управления (ESG). Страховщик заявил о стратегии, направленной на решение глобальной климатической проблемы и создание устойчивого общества.
Банк России разработал рекомендации по ответственному инвестированию для институциональных инвесторов — банков, негосударственных пенсионных фондов, страховых компаний, акционерных инвестиционных фондов, а также доверительных управляющих их активами.
В конце марта 2020 года Ассоциация PRI разместила на своем сайте Рекомендации для институциональных инвесторов: «Как ответственные инвесторы должны реагировать на кризис COVID-19?», в которых призвала ответственных инвесторов принимать меры, чтобы помочь уменьшить вредное воздействие коронавируса и поддерживать устойчивые компании в условиях кризиса в интересах общественного здравоохранения и долгосрочных экономических показателей, даже если это ограничивает краткосрочную прибыль.

## Критика
Даже среди опытных инвесторов, процент инвестирующих в ответственные компании, или тех кто применяет принципы ответственного инвестирования в своих портфелях довольно низкий. По исследованиям банка UBS только 39 % применяет эти принципы в своих портфелях.
На тему сравнения традиционных и ответственных инвестиций существует множество исследований. В целом эти исследования поддерживают идею, что относительно прибыльности и риска ответственные инвестиции более привлекательны, чем традиционные инвестиции, или равны им.